# 西山耕平
西山 耕平（にしやま こうへい、1984年8月13日 - ）は、読売テレビのアナウンサー・元報道記者・元ディレクター。元長崎文化放送のアナウンサー。

## 来歴
大阪府大阪市港区出身。大阪市立三先小学校、SJSSシンガポール日本人学校、渋谷幕張シンガポール校出身。千里国際学園、立命館大学法学部卒業。
2008年、尼崎信用金庫に就職し、2010年に退職。
2010年7月より長崎文化放送（NCC）にアナウンサーとして入社。報道記者も兼務。2015年4月より情報番組「トコトンHappy」を担当。2018年3月で長崎文化放送を退社。
読売テレビ（2018年4月以降）入社。同期は澤口実歩。2022年度よりアナウンス部に所属。2022年4月21日放送の『情報ライブ ミヤネ屋』にて、同番組の木曜日に出演している気象予報士・奈良岡希実子と結婚したことを奈良岡が明らかにした。

## 人物・エピソード
- 新卒で金融機関に就職したが、テレビ局で働く夢が諦められず転職している。
- 息子が1人いる。
- 大阪マラソン（2024年2月25日開催）では、ミヤネ屋のハチマキを巻いて参加し5時間52分37秒で完走した。

## 現在の出演番組
- 情報ライブ ミヤネ屋（リポーター兼月曜担当ディレクター、宮根誠司の夏季休暇や主に不定期で金曜日の代役）
- 各種NNNニュース枠内ローカルニュース（不定期）

## 長崎文化放送在籍時の出演番組
- スーパーJチャンネルながさき
- nccニュース
- トコトン・サタデー
- トコトンHappy